# Geng Xiaofeng
Geng Xiaofeng (耿曉鋒T, 耿晓锋S, Gěng XiǎofēngP; Shenyang, 15 ottobre 1987) è un calciatore cinese, portiere dell'Hebei.

## Palmarès

### Club

#### Competizioni nazionali
- Campionato cinese: 3

Shandong Luneng: 2006, 2008, 2010